# Parafia św. Józefa w Lubnie
Parafia pw. św. Józefa w Lubnie – parafia rzymskokatolicka we wsi Lubno, należąca do dekanatu Gorzów Wielkopolski – Trójcy Świętej diecezji zielonogórsko-gorzowskiej, metropolii szczecińsko-kamieńskiej w Polsce, erygowana 26 sierpnia 1985 r. Wydzielona została w wyniku reorganizacji z parafii w Lubiszynie, której kościół pw. św. Józefa w Lubnie był filialnym w latach 1951-1985.

## Miejsca święte

### Kościół parafialny
Kościół św. Józefa w Lubnie

### Kościoły filialne
- Stanowice – kościół pw. Matki Bożej Królowej Świata
- Wysoka – kościół pw. św. Mikołaja

## Proboszczowie
- ks. Ryszard Przewłocki (1985–1996)
- ks. Stanisław Grudzień (1996–2002)
- ks. Przemysław Kaminiarz (2002–2004)
- ks. Mieczysław Kaflik (2004–2007)
- ks. Tomasz Bielachowicz (20.08.2007-5.06.2024)
- ks. Marcin Krechowicz (administrator) od 5.06.2024)[1]